# Per Fischier
Per Edvard Magnus Fischier, född 18 mars 1852 i Stockholm, död där 6 januari 1934 i Adolf Fredriks församling, var en svensk översättare och skolman.
Fischier studerade vid Uppsala universitet 1870–1873, med praktisk och teologisk examen, och utnämndes 1874 till överlärare vid Philipsénska skolan i Stockholm, blev rektor för Grevesmühlska skolan i Stockholm och föreståndare för Stockholms borgarskola 1880. Han utgav bland annat Enhvar sin egen lärare (1892–1893), en slags föregångare till Hermodskursen samt verket Barnens bok (1885–1886, 1889). Han översatte bland annat Upp- och nedvända världen av Jules Verne (1890) och André Lauries Kapten Trafalgar (1889) och var en av grundarna av Folkkonsertförbundet 1906. År 1925 höll poeten Erik Axel Karlfeldt ett tal till Per Fischier betitlat "Det aktningsvärda borgarekallet".
Per Fischier blev 1906 riddare och 1925 kommendör av 2:a klass av Vasaorden, 1911 riddare av Nordstjärneorden och mottog samma år Illis Quorum av 11:e storleken. Han är begravd på Norra begravningsplatsen utanför Stockholm.